# Giuseppe Guglielmo Ernesto di Fürstenberg
Giuseppe Guglielmo Ernesto di Fürstenberg-Stühlingen (Augusta, 13 aprile 1699 – Vienna, 29 aprile 1762) fu dal 1716 al 1762 principe di Fürstenberg-Fürstenberg, dal 1744 principe e capo dei Fürstenberg, e tra il 
1735 e il 1740, e nuovamente dal 1742 al 1748 fu commissario imperiale al Reichstag di Ratisbona.

## Biografia

### Infanzia, educazione ed ascesa al Principato
Giuseppe era figlio del langravio Prospero Ferdinando di Fürstenberg-Stühlingen (12 settembre 1662 - 21 novembre 1704) e di sua moglie, la contessa Sofia di Koenigsegg-Rothenfels. Dopo la morte prematura del padre, i suoi zii e cugini assunsero la sua tutela, subendo in particolare l'influenza di Antonio Egon di Fürstenberg-Heiligenberg.
A partire dal 1710, Giuseppe iniziò la sua formazione presso la Jesuitenakadmie di Pont-à-Mousson per poi passare all'Università di Strasburgo ove studiò filosofia e giurisprudenza, spostandosi dal 1718 a Utrecht. Intanto nel 1716, dopo l'estinzione della linea di Fürstenberg-Heiligenberg, Giuseppe si trovò tra gli altri eredi delle principali linee eredi dei possedimenti della sua famiglia.

### Matrimoni

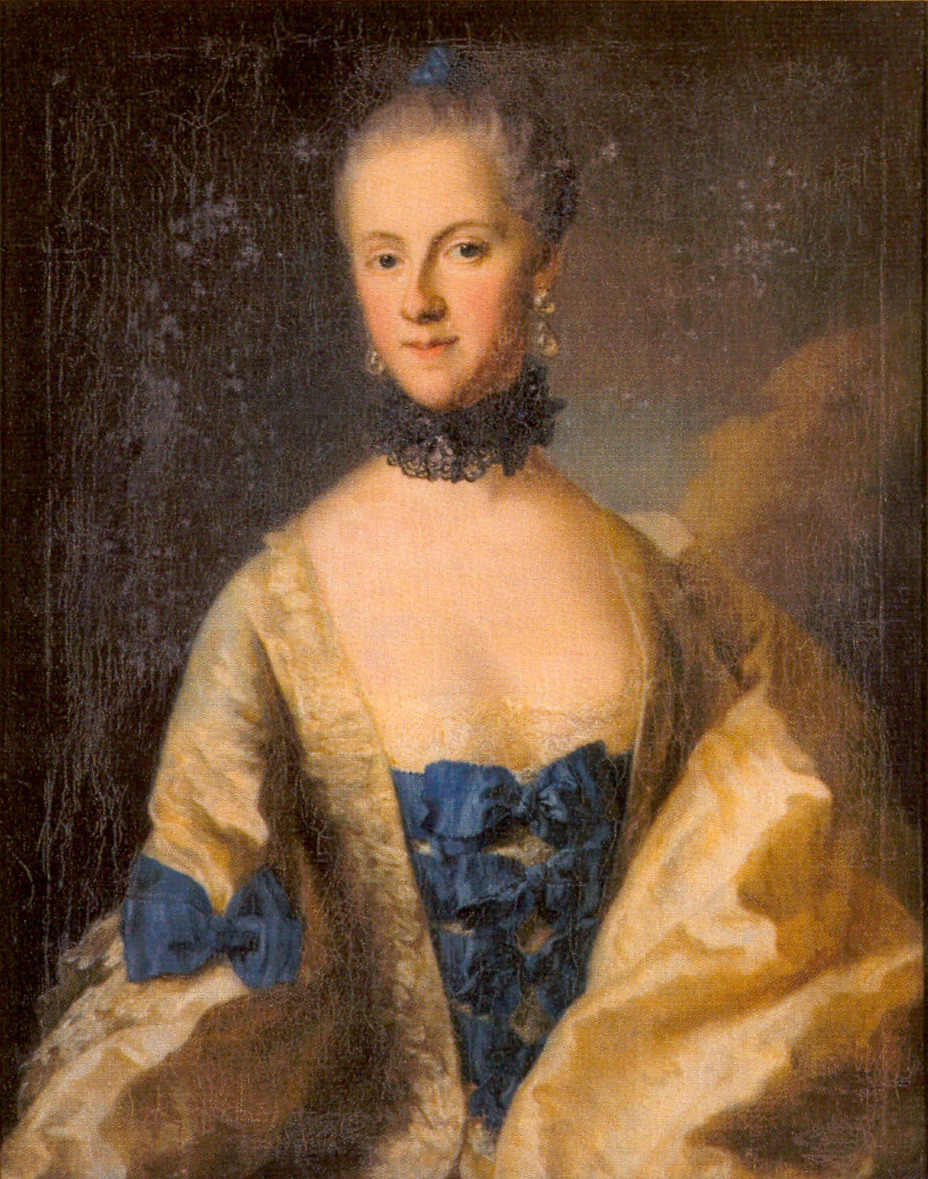
Maria Anna von der Wahl in un ritratto del XVIII secolo

Giuseppe sposò con la mediazione dello zio Ferdinando Froben, l'erede di Křivoklát, Maria Anna di Waldstein zu Wartenberg (22 febbraio 1707 - 12 novembre 1756), figlia del conte Giuseppe di Waldstein, il 6 giugno 1723. La coppia ebbe otto figli.
Il 4 gennaio 1761 Giuseppe sposò la sua seconda moglie, molto più giovane di lui, la contessa Maria Anna von der Wahl (22 settembre 1736 - 21 marzo 1808, a Meßkirch); questo matrimonio rimase senza figli.

### Principe di Fürstenberg
Il 31 ottobre 1723 decise a questo scopo di trasferirsi dal suo maniero Stühlingen nella cittadina di Donaueschingen, ove pose la sua corte e che per i secoli successivi rimarrà la residenza della sua famiglia. Il 30 agosto 1735 suo zio, Ferdinando Froben, riuscì a farlo nominare commissario imperiale al Reichstag dall'imperatore Carlo VI che quattro anni più tardi lo nominò cavaliere dell'Ordine del Toson d'oro, la massima onorificenza imperiale.
Salita al trono l'imperatrice Maria Teresa nel 1740, venne sollevato dal suo incarico, che però gli venne riaffidato dal neoeletto imperatore Carlo VII nel 1742, di cui divenne anche steward, venendo per questo privato dei terreni che sua moglie gli aveva portato in dote in Boemia nel 1743.
Nel 1744, con l'estinzione anche della linea di Fürstenberg-Mößkirch, Giuseppe ereditò dal cugino Carlo Federico i suoi territori e difatti unì tutti i territori della famiglia Fürstenberg in Svevia, organizzando per la prima volta un'amministrazione statale unitaria e per questo egli è considerato il fondatore del vero e proprio principato della famiglia.

### Ultimi anni e morte
Pur seguendo le sorti di Carlo VII, Giuseppe diede prova di essere un valente diplomatico nei negoziati di pace tra la Baviera e l'Austria nel 1745 con la fine della guerra, confrontandosi in particolare con il rappresentante austriaco, il Conte di Colloredo, giungendo alla pace di Füssen. Proprio a causa di questa sua compromissione nei negoziati, da alcuni storici e contemporanei è stato accusato di essere stato troppo indulgente nei confronti della Boemia per interessi personali.
Francesco Stefano di Lorena, novello imperatore, nominò ancora Giuseppe quale commissario imperiale al parlamento tedesco ma lo affiancò questa volta al barone Karl Joseph von Palm, un fedele collaboratore della dinastia degli Asburgo.
Morì a Vienna il 29 aprile 1762.

## Discendenza
Il principe Giuseppe e Maria Anna di Waldstein zu Wartenberg ebbero:
- Maria Eleonora (15 dicembre 1726 - 16 dicembre 1726);
- Giuseppe Venceslao (21 marzo 1728 - 2 giugno 1783);
- Carlo Egon (7 maggio 1729 - 11 luglio 1787), fondatore della linea boema a Křivoklát, sposò Maria Josepha von Sternberg;
- Maria Giuseppa Augusta (16 marzo 1731 - 10 febbraio 1770), badessa del monastero di San Giorgio al castello di Praga a Praga;
- Maria Enrichetta Giuseppa (31 marzo 1732 - 4 giugno 1772), sposò il principe Alessandro Ferdinando di Thurn und Taxis;
- Maria Sofia Emanuela (23 dicembre 1733 - 28 marzo 1776), suora carmelitana;
- Prosperio Maria Francesco (26 marzo 1735 - 20 aprile 1735);
- Maria Teresa Giuseppa Rosalia (4 settembre 1736 - 8 maggio, 1774), sorella dell'ordine delle Orsoline.

## Ascendenza
|                                                       |                            |                                             | Genitori                                   |  |  | Nonni |  |  | Bisnonni                        |  |  | Trisnonni                    |  |
|                                                       |                            |                                             |                                            |  |  |       |  |  | Federico Rodolfo di Fürstenberg |  |  | Cristoforo II di Fürstenberg |  |
|                                                       |                            |                                             |                                            |  |  |       |  |  | Federico Rodolfo di Fürstenberg |  |  | Cristoforo II di Fürstenberg |  |
|                                                       |                            | Dorothea Holicky di Sternberg               |                                            |  |  |       |  |  | Federico Rodolfo di Fürstenberg |  |  |                              |  |
| Massimiliano Francesco di Fürstenberg-Stühlingen      |                            |                                             |                                            |  |  |       |  |  | Federico Rodolfo di Fürstenberg |  |  |                              |  |
|                                                       |                            | Maria Massimiliana Margherita di Pappenheim | Massimiliano Ludovico di Pappenheim        |  |  |       |  |  |                                 |  |  |                              |  |
|                                                       |                            | Maria Massimiliana Margherita di Pappenheim | Massimiliano Ludovico di Pappenheim        |  |  |       |  |  |                                 |  |  |                              |  |
|                                                       |                            | Maria Massimiliana Margherita di Pappenheim | Ursula Maria di Leiningen                  |  |  |       |  |  |                                 |  |  |                              |  |
| Prospero Ferdinando Filippo di Fürstenberg-Stühlingen |                            | Maria Massimiliana Margherita di Pappenheim |                                            |  |  |       |  |  |                                 |  |  |                              |  |
|                                                       |                            | Giovanni Guglielmo di Bernhausen            | Wolfgang di Bernhausen                     |  |  |       |  |  |                                 |  |  |                              |  |
|                                                       |                            | Giovanni Guglielmo di Bernhausen            | Wolfgang di Bernhausen                     |  |  |       |  |  |                                 |  |  |                              |  |
|                                                       |                            | Giovanni Guglielmo di Bernhausen            | Anna Maria Huntpiss von Waltrams           |  |  |       |  |  |                                 |  |  |                              |  |
| Maria Maddalena di Bernhausen                         |                            | Giovanni Guglielmo di Bernhausen            |                                            |  |  |       |  |  |                                 |  |  |                              |  |
|                                                       |                            | Dorotea Blarer von Wertensee                | …                                          |  |  |       |  |  |                                 |  |  |                              |  |
|                                                       |                            | Dorotea Blarer von Wertensee                | …                                          |  |  |       |  |  |                                 |  |  |                              |  |
|                                                       |                            | Dorotea Blarer von Wertensee                | …                                          |  |  |       |  |  |                                 |  |  |                              |  |
| Giuseppe Guglielmo Ernesto di Fürstenberg-Stühlingen  |                            | Dorotea Blarer von Wertensee                |                                            |  |  |       |  |  |                                 |  |  |                              |  |
|                                                       | Ugo di Königsegg-Aulendorf | Giovanni Giorgio di Königsegg-Aulendorf     |                                            |  |  |       |  |  |                                 |  |  |                              |  |
|                                                       | Ugo di Königsegg-Aulendorf | Giovanni Giorgio di Königsegg-Aulendorf     |                                            |  |  |       |  |  |                                 |  |  |                              |  |
|                                                       | Ugo di Königsegg-Aulendorf | Cunegonda di Waldburg-Wolfegg-Zeil          |                                            |  |  |       |  |  |                                 |  |  |                              |  |
| Leopoldo Guglielmo di Königsegg-Rothenfels            | Ugo di Königsegg-Aulendorf |                                             |                                            |  |  |       |  |  |                                 |  |  |                              |  |
|                                                       |                            | Maria Renata di Hohenzollern-Hechingen      | Giovanni Giorgio di Hohenzollern-Hechingen |  |  |       |  |  |                                 |  |  |                              |  |
|                                                       |                            | Maria Renata di Hohenzollern-Hechingen      | Giovanni Giorgio di Hohenzollern-Hechingen |  |  |       |  |  |                                 |  |  |                              |  |
|                                                       |                            | Maria Renata di Hohenzollern-Hechingen      | Francesca di Salm-Neufville                |  |  |       |  |  |                                 |  |  |                              |  |
| Anna Sofia Eusebia di Königsegg-Rothenfels            |                            | Maria Renata di Hohenzollern-Hechingen      |                                            |  |  |       |  |  |                                 |  |  |                              |  |
|                                                       |                            | Giovanni Guglielmo di Schärffenberg         | Carlo di Schärffenberg                     |  |  |       |  |  |                                 |  |  |                              |  |
|                                                       |                            | Giovanni Guglielmo di Schärffenberg         | Carlo di Schärffenberg                     |  |  |       |  |  |                                 |  |  |                              |  |
|                                                       |                            | Giovanni Guglielmo di Schärffenberg         | Polissena di Rogendorf                     |  |  |       |  |  |                                 |  |  |                              |  |
| Maria Polissena di Schärffenberg                      |                            | Giovanni Guglielmo di Schärffenberg         |                                            |  |  |       |  |  |                                 |  |  |                              |  |
|                                                       |                            | Maria Massimiliana di Harrach               | Carlo di Harrach                           |  |  |       |  |  |                                 |  |  |                              |  |
|                                                       |                            | Maria Massimiliana di Harrach               | Carlo di Harrach                           |  |  |       |  |  |                                 |  |  |                              |  |
|                                                       |                            | Maria Massimiliana di Harrach               | Maria Elisabetta di Schrattenbach          |  |  |       |  |  |                                 |  |  |                              |  |
|                                                       |                            | Maria Massimiliana di Harrach               |                                            |  |  |       |  |  |                                 |  |  |                              |  |